# 斯普倫切納塔鄉
44°5′N 24°38′E / 44.083°N 24.633°E
斯普倫切納塔鄉（羅馬尼亞語：Comuna Sprâncenata, Olt），是羅馬尼亞的鄉份，位於該國南部，由奧爾特縣負責管轄，面積50平方公里，海拔高度58米，2007年人口2,693，人口密度每平方公里54人。